# Leptognathia tenella
Leptognathia tenella är en kräftdjursart som beskrevs av Hansen 1913. Leptognathia tenella ingår i släktet Leptognathia och familjen Leptognathiidae. Inga underarter finns listade i Catalogue of Life.